# Tamara Boroš
Tamara Boroš (Senta, Vojvodina, Srbija, 1977.) je bivša hrvatska reprezentativka u stolnom tenisu mađarskog podrijetla. Jedna je od najboljih hrvatskih sportašica 2000-ih godina. Redovno je osvajala medalje s velikih natjecanja. Jedna je od rijetkih stolnotenisačica koje se uspijevala suprotstaviti stolnotenisačicama s Dalekog Istoka. 
Dobitnica je Državne nagrade za šport "Franjo Bučar" 2001.
Tamara Boroš je 2002. godine uspjela stići do drugog mjesta na svjetskoj rang listi stolnotenisačica što je veliki uspjeh. Na SP-u Parizu 2003. godine osvojila je medalju sa svjetskih prvenstava (bronca) i nakon 10 godina postala prva Europljanka koja je osvojila medalju na SP-u. U prilog tome koliko je to veliko ostvarenje govori činjenica da su samo 3 igračice van Azije od 1973. do 2005. uspjele uzeti medalju sa svjetskih prvenstava.

## Vanjske poveznice
- Stolnoteniski rezultati s EP, SP i OI